# Нестор (Доненко)
Епи́скоп Не́стор (в миру Никола́й Никола́евич Доне́нко; род. 20 февраля 1958, Бердянск, Запорожская область) — архиерей Русской православной церкви, епископ Ялтинский, викарий Симферопольской и Крымской епархии. Автор книг и исследований, посвящённых новомученикам и исповедникам Русской православной церкви, пострадавшим за свои убеждения в 1920—1950-е годы.

## Биография
Родился 20 февраля 1958 года в Бердянске, в Запорожской области.
В 1976—1981 годах учился в Харьковском художественно-промышленном институте на скульптурном отделении, по окончании которого работал в Художественном фонде Симферополя. Принимал участие во всесоюзных и международных выставках. После окончания музыкальной школы по классу фортепиано в 1982 году поступил в Республиканскую художественную школу имени Т. Г. Шевченко в Киеве.
С 1983 года исполнял послушание чтеца в Троицком кафедральном соборе Симферополя.
В 1989 года вступил в Союз художников СССР.
7 июля 1991 года был рукоположён во иерея в Симферопольском Троицком соборе и назначен настоятелем церкви Покрова Пресвятой Богородицы в Ореанде. Принял храм в полуразрушенном состоянии. За 25 лет служения отца Николая в церкви помещения храма были полностью восстановлены.
В 1996 году окончил Одесскую духовную семинарию.
С 1995 года — член Синодальной комиссии Украинской Православной Церкви по канонизации. Проводил исследовательскую работу в различных архивах.
13 июня 2018 года в Троицком соборе Симферополя митрополитом Симферопольским Лазарем (Швецом) пострижен в монашество с наречением имени Нестор.
17 июня 2018 года за воскресной Божественной литургией иеромонах Нестор был возведён в сан архимандрита.

### Архиерейское служение
25 сентября 2018 года решением Священного синода Украинской православной церкви избран викарием Симферопольской епархии с титулом Ялтинский. 26 сентября в Пантелеимоновском женском монастыре Киева в Феофании состоялся чин наречения архимандрита Нестора во епископа Ялтинского, викария Симферопольской епархии. 27 сентября в Крестовоздвиженском храме Киево-Печерской лавры состоялась архиерейская хиротония архимандрита Нестора во епископа Ялтинского, викария Симферопольской епархии, которую совершили митрополит Киевский и всея Украины Онуфрий (Березовский), митрополит Симферопольский и Крымский Лазарь (Швец), митрополит Вышгородский и Чернобыльский Павел (Лебедь), митрополит Луганский и Алчевский Митрофан (Юрчук), митрополит Бориспольский и Броварский Антоний (Паканич), архиепископ Бучанский Пантелеимон (Бащук), архиепископ Ровеньковский и Свердловский Пантелеимон (Поворознюк), архиепископ Городницкий Александр (Нестерчук), архиепископ Обуховский Иона (Черепанов), архиепископ Бородянский Варсонофий (Столяр), епископ Барышевский Виктор (Коцаба), епископ Белогородский Сильвестр (Стойчев).
С 17 ноября 2021 года по 2 января 2022 года — временно управляющий Джанкойской епархией.
7 июня 2022 года на заседании Священного синода Русской православной церкви Симферопольская епархия была принята в непосредственное каноническое и административное подчинение Патриарху Московскому и всея Руси и Священному Синоду Русской Православной Церкви.

## Награды
Церковные
- 1997 — орден Преподобного Нестора Летописца;
- 2013 — орден Преподобных Антония и Феодосия Печерских;
- 2017 — орден Святого равноапостольного великого князя Владимира Русской православной церкви III степени;
- 2018 — орден Святителя Димитрия Ростовского.

Светские
- 2014 — лауреат Всероссийской премии «Хранители наследия»;
- Государственная премия Республики Крым в номинации «Наука и научно-техническая деятельность» (16 декабря 2015) — за книги «Ялта — город веселья и смерти», «Новомученики Феодосии»[10].
- Грамота Президиума Государственного Совета Республики Крым (8 декабря 2021) — за выдающиеся личные заслуги в возрождении духовности, сохранении межконфессионального мира, активную благотворительную, гуманистическую и общественную деятельность и в связи с проведением XXX Международных Рождественских образовательных чтений[11]
- Медаль Гаспринского (15 февраля 2023) — за особые личные заслуги в укреплении межнационального и межконфессионального мира и согласия в Республике Крым, большой вклад в духовное развитие крымчан и в связи 65-летием со дня рождения[12]

## Публикации
- Протоиерей Роман Иванович Медведь // Московский журнал. 1996. — № 3
- предисловие // протодиакон Василий Марущак Святитель-хирург. Житие архиепископа Луки (Войно-Ясенецкого). — Москва : Даниловский благовестник, 1997. — 158 с. — (Исповедники Российские). — 21000 экз. — ISBN 5-89101-025-9
- Митрополит Анатолий (Грисюк) // Вестник Русского христианского движения. 1997. — № 175 (I). — С. 234—245
- Протоиерей Роман Иванович Медведь // Вестник Русского христианского движения. 1997. — № 175 (I). — С. 246—261
- Священник Елиазар Спиридонович Спиридонов // Вестник Русского христианского движения. 1997. — № 176 (II—III). — С. 235—242.
- Священномученик архиепископ Сергий Зверев // Вестник Русского христианского движения. 1998. — № 177 (I—II). — С. 269—278
- Священник Матфей Александров // Вестник Русского христианского движения. 1998. — № 177 (I—II). — С. 279—283
- Священномученик Аркадий (Остальский), епископ Лубненский // Вестник Русского христианского движения. 1998. — № 178 (III—IV). — С. 223—250
- Исповедник о. Митрофан Воздвиженский // Вестник Русского христианского движения. 1998. — № 178 (III—IV). — С. 251—257
- Священник Алексей Усенко // Вестник Русского христианского движения. 1998. — № 178 (III—IV). — С. 258—262
- Обстоятельства смерти митр. Константина (Дьякова) и прот. Александра Глаголева // Ежегодная богословская конференция Православного Свято-Тихоновского богословского института. М., 2000. — C. 292—298.
- Священномученик Прокопий, архиепископ Херсонский // Вестник Русского христианского движения. 2002. — № 183 (I) — С. 223—249
- Преподобномученик Парфений, игумен Кизилташского монастыря // Ежегодная богословская конференция Православного Свято-Тихоновского Богословского Института: Материалы 2002 г. / гл. ред. В. Н. Воробьев, прот. — М. : Изд-во ПСТБИ, 2002. — 439 с. — С. 196—199
- Расстрелянный монастырь // Ежегодная богословская конференция Православного Свято-Тихоновского Богословского Института: Материалы 2002 г. / гл. ред. В. Н. Воробьев, прот. — М. : Изд-во ПСТБИ, 2002. — 439 с. — С. 222—225
- Преподобномученик Владимир (Пищулин) // Ежегодная богословская конференция Православного Свято-Тихоновского Богословского Института: Материалы 2003 г. / гл. ред. В. Н. Воробьев, прот. — М. : Изд-во ПСТБИ, 2003. — 514 с. — С. 251—257
- Епископ Житомирский Максим (Руберовский) // Ежегодная Богословская конференция Православного Свято-Тихоновского Гуманитарного Университета: Материалы. — Т. 1 : XVI / гл. ред. В. Н. Воробьев, прот. — М. : ПСТГУ, 2006. — 284 с. — С. 172—175
- Опыт мученичества XX века // Богословская конференция на тему «Феномен святости в XX столетии» : 23-25 октября 2007 года, Бердянск. — Бердянск : [б. и.], 2007. — 68 с.
- Свято-Николаевское братство священномученика Аркадия (Остальского) в Житомире // XVII Ежегодная Богословская конференция Православного Свято-Тихоновского Гуманитарного Университета: Материалы. — Т. 1 : / гл. ред. В. Н. Воробьев, прот. — М. : ПСТГУ, 2007. — 389 с. — С. 238—243
- Свято-Стефано-Сурожский Кизилташский мужской монастырь // Православные монастыри: Симферопольская и Крымская епархия УПЦ(М). — Симферополь, 2007. — С. 345—378. (в соавторстве с Л. А. Ясельской)
- Обновленческий митрополит Иосиф Кречетович // Материалы XXV Международной богословской конференции ПСТГУ. — М., 2015. — С. 109—114
- Христианские ценности в современном мире // Политическое пространство и социальное время: ХХХ Харакский форум. — Симферополь, 2016. — С. 72-96
- Неповторимая красота души // Мы все были у него в сердце: воспоминания об архимандрите Кирилле (Павлове) : [посвящается 100-летию со дня рождения]. — Сергиев Посад: Свято-Троицкая Сергиева лавра, 2019. — C. 41-44

- Варфоломей (Ратных) // Православная энциклопедия. — М., 2003. — Т. VI : Бондаренко — Варфоломей Эдесский[англ.]. — С. 712. — 39 000 экз. — ISBN 5-89572-010-2.
- Виктор Михайлович Киранов // Православная энциклопедия. — М., 2004. — Т. VIII : Вероучение — Владимиро-Волынская епархия. — С. 420-422. — 39 000 экз. — ISBN 5-89572-014-5.
- Владимир (Пищулин) // Православная энциклопедия. — М., 2004. — Т. VIII : Вероучение — Владимиро-Волынская епархия. — С. 645-646. — 39 000 экз. — ISBN 5-89572-014-5.
- Димитрий Феофанович Игнатенко // Православная энциклопедия. — М., 2007. — Т. XV : Димитрий — Дополнения к „Актам Историческим“. — С. 43-44. — 39 000 экз. — ISBN 978-5-89572-026-4.
- Димитрий Спиридонович Спиридонов // Православная энциклопедия. — М., 2007. — Т. XV : Димитрий — Дополнения к „Актам Историческим“. — С. 60-61. — 39 000 экз. — ISBN 978-5-89572-026-4.
- Елеазар Спиридонович Спиридонов // Православная энциклопедия. — М., 2008. — Т. XVIII : Египет древний — Эфес. — С. 265-266. — 39 000 экз. — ISBN 978-5-89572-032-5.
- Иоанн Александрович Блюмович // Православная энциклопедия. — М., 2010. — Т. XXIII : Иннокентий — Иоанн Влах. — С. 265. — 39 000 экз. — ISBN 978-5-89572-042-4. (в соавторстве с игуменом Дамаскином (Орловским))
- Иоанн Георгиевич Скадовский // Православная энциклопедия. — М., 2010. — Т. XXIII : Иннокентий — Иоанн Влах. — С. 301-302. — 39 000 экз. — ISBN 978-5-89572-042-4. (в соавторстве с игуменом Дамаскином (Орловским))
- Крым // Православная энциклопедия. — М., 2015. — Т. XXXIX : Крисп — Лангадасская, Литиская и Рендинская митрополия. — С. 93-146. — 33 000 экз. — ISBN 978-5-89572-033-2. (часть статьи)
- Макарий (Кармазин) // Православная энциклопедия. — М., 2016. — Т. XLII : Львовский собор — Максим, блаженный, Московский. — С. 471-473. — 30 000 экз. — ISBN 978-5-89572-047-9.
- Матфей Иванович Александров // Православная энциклопедия. — М., 2016. — Т. XLIV : Маркелл II — Меркурий и Паисий. — С. 374. — 30 000 экз. — ISBN 978-5-89572-051-6.

- Претерпевшие до конца: священники Крымской епархии 30-х годов. — Симферополь: Таврида, 1997. — 62 с.
- Житие священномученика Прокопия, архиепископа Херсонского / Сост. протоиер. Николай Доненко. — Люберцы : Изд-во Храма Преображения Господня, 2000. — 31 с. — ISBN 5-93335-004-4
- Житие преподобномученика Парфения, игумена Кизилташского монастыря / Сост. протоиерей Николай Доненко. — М. : Грааль, 2000. — 29 с. — ISBN 5-7873-0005-3
- Наследники Царства. Т. 1. — Симферополь : Таврида, 2000. — 463 с.
- Новомученики города Бердянска : Протоиерей Михаил Богословский, протоиерей Виктор Киранов, иерей Александр Ильенков. — М. : Московское подворье Свято-Троицкой Сергиевой Лавры, 2001. — 171 с.
  - Новомученики Бердянска: Священномученики Михаил Богословский, Виктор Киранов, Александр Ильенков; Город в годы воинствующего атеизма, 1919—1939. Феодосия; М., 2009.
- Наследники Царства. Т. 2. — Симферополь : Бизнес-Информ, 2004. — 550 с. — ISBN 966-648-058-1
- Ялта — город веселья и смерти: Священномученик Димитрий Киранов, священномученик Тимофей Изотов, преподобномученик Антоний (Корж) и другие священнослужители Большой Ялты (1917—1950-е годы). Т. 2. — Симферополь : Н. Орiанда, 2004. — 671 с. — ISBN 978-617-7098-09-5
  - Ялта — город веселья и смерти: Священномученики Димитрий Киранов и Тимофей Изотов, преподобномученик Антоний (Корж) и другие священнослужители Большой Ялты (1917—1950-е годы). Симферополь, 2014.
- «Секретно» : Архиепископ Крымский Лука (Войно-Ясенецкий) под надзором партийно-советских органов: [Сб. документов]. — Симферополь : Бизнес-Информ, 2004. — 234 с. ; 21 см. — (Новые документы к биографии святителя). (в соавторстве с С. Б. Филимоновым)
  - «Секретно» : Архиепископ Крымский Лука (Войно-Ясенецкий) под надзором партийно-советских органов. — Симферополь : Н. Орiанда, 2007. — 234 с. (в соавторстве с С. Б. Филимоновым)
- Новомученики Феодосии : Священномученик Андрей Косовский. Преподобномученик Варфоломей (Ратных). Священномученик Иоанн Блюмович: Феодосия, Судак, Старый Крым в годы воинствующего атеизма (1920—1938). — Феодосия ; М. : Издательский дом «Коктебель», 2005. — 320 с. ; 20,5 см. — (Образы былого).
- Новомученики Бердянска, Феодосия; М.: Изд. дом «Коктебель», 2006, — 221 с.
- Житие преподобномученика Парфения, игумена Кизилташского монастыря, Одесса: Новая Орiанда, 2007, 56 с.
- Священномученик Аркадий (Остальский), епископ Бежецкий. Жизнеописание, духовное наследие: беседы, руководство для пастырей, проповеди, акафисты. Феодосия; М., 2008.
  - Священномученик Аркадий (Остальский), епископ Бежецкий: Жизнеописание. Духовное наследие: беседы, руководство для пастырей, проповеди, акафисты. — 2-е изд. — Феодосия : [б. и.], 2012. — 592 с.
- Крымская епархия под началом святителя Луки (Войно-Ясенского): сборник документов. — Симферополь : «Н. Орiанда», 2010. — 576 с. (в соавторстве с С. Б. Филимоновым)
- «Разработку Луки продолжаем…»: Святитель Лука (Войно-Ясенецкий) и Крымская епархия. 1946—1961. Сборник документов. М., 2011. (в соавторстве с С. Б. Филимоновым)
- Крымская епархия в документах святителя Луки (Войно-Ясенецкого) и надзирающих органов. 1946—1961 гг: сборник документов / сост.: прот. Н. Доненко, Р. А. Замтарадзе, Филимонов С. Б. — Симферополь : Н. Орiанда, 2015. — 1232 с.
- Любовь рождается в свободе. — Симферополь : Н. Орiанда, 2020. — 402 с. — ISBN 978-5-6043377-9-0 — 2000 экз.